# Highway Don’t Care
«Highway Don’t Care» (Шоссе наплевать [но мне, нет]) — песня американских кантри-исполнителей Тима Макгро и Тейлор Свифт с участием гитариста Кита Урбан, которая вышла на студийном альбоме Макгро Two Lanes of Freedom (2013). Песня была написана Mark Irwin, Josh Kear, Brad Warren и Brett Warren, а сопродюсером Тима Макгро стал Байрон Гэллимор. Свои партии для сингла Тим и Тейлор записывали отдельно, но они всё же трижды исполняли её вместе как трио, в том числе на церемонии ACM Awards 2013 года. Песня получила множество наград и номинаций, включая American Country Awards, Country Music Association Awards, BMI Country Awards и другие.

## История
«Highway Don’t Care» дебютировал 23 февраля 2013 года на № 13 в американском кантри-чарте Billboard Hot Country Songs и на № 43 в радиоэфирном Billboard Country Airplay. Он также дебютировал на № 59 в американском мультиформатном хит-параде Billboard Hot 100, на № 23 в канадском Canadian Hot 100 и на № 1 в цифровом кантри-чарте Billboard Country Digital Songs с тиражом 86,000 загрузок в неделю, начавшуюся 13 февраля.
Песня получила 3 награды American Country Awards в категориях Song of the Year (Songwriters Award), Collaborative Single of the Year и Collaborative Video of the Year, 2 награды BMI Country Awards в категориях Publisher of the Year и Country Awards Top 50 Songs (2014), получила номинацию на премию Грэмми в категории Премия «Грэмми» за лучшее кантри-исполнение дуэтом или группой (2014), номинацию Academy of Country Music Awards в категории Video Of The Year (2013), 2 номинации CMT Music Awards в категориях Collaborative Video of the Year и Video of the Year (2014), выиграла 2 премии из 3 номинаций на премию Country Music Association Awards в категориях Music Video of the Year и Musical Event of the Year (третьей номинацией была Single of the Year; 2013).

## Награды и номинации
| Год  | Организация                      | Награда/работа                       | Результат | Ссылка        |
| ---- | -------------------------------- | ------------------------------------ | --------- | ------------- |
| 2013 | American Country Awards          | Collaborative Single of the Year     | Победа    | [ 9 ]         |
| 2013 | American Country Awards          | Collaborative Video of the Year      | Победа    | [ 9 ]         |
| 2013 | American Country Awards          | Song of the Year (Songwriters Award) | Победа    | [ 9 ]         |
| 2013 | Country Music Association Awards | Musical Event of the Year            | Победа    | [ 10 ] [ 11 ] |
| 2013 | Country Music Association Awards | Music Video of the Year              | Победа    | [ 10 ] [ 11 ] |
| 2013 | Country Music Association Awards | Single of the Year                   | Номинация | [ 10 ] [ 11 ] |
| 2014 | Academy of Country Music Awards  | Video of the Year                    | Победа    | [ 12 ]        |
| 2014 | Academy of Country Music Awards  | Single Record of the Year            | Номинация | [ 12 ]        |
| 2014 | Academy of Country Music Awards  | Vocal Event of the Year              | Номинация | [ 12 ]        |
| 2014 | BMI Awards                       | Publisher of the Year                | Победа    | [ 13 ]        |
| 2014 | BMI Awards                       | Country Awards Top 50 Songs          | Победа    | [ 13 ]        |
| 2014 | CMT Music Awards                 | Collaborative Video of the Year      | Номинация | [ 14 ]        |
| 2014 | CMT Music Awards                 | Video of the Year                    | Номинация | [ 14 ]        |
| 2014 | iHeartRadio Music Awards         | Country Song of the Year             | Номинация | [ 15 ]        |
| 2014 | Grammy Awards                    | Best Country Duo/Group Performance   | Номинация | [ 16 ]        |
| 2014 | CMC Music Awards                 | International Video of the Year      | Победа    | [ 17 ]        |

## Чарты и сертификации
| Чарт (2013)                         | Высшая позиция |
| ----------------------------------- | -------------- |
| Австралия (ARIA)                    | 73             |
| Канада (Billboard Canadian Hot 100) | 21             |
| Канада (Billboard Country)          | 2              |
| США (Billboard Hot 100)             | 22             |
| США (Billboard Hot Country Songs)   | 4              |
| США (Billboard Country Airplay)     | 1              |

### Итоговые годовые чарты
| Чарт (2013)                      | Позиция |
| -------------------------------- | ------- |
| Canada Canadian Hot 100          | 81      |
| US Billboard Hot 100             | 77      |
| US Country Airplay (Billboard)   | 32      |
| US Hot Country Songs (Billboard) | 6       |